# Nationalheiligtum Unserer Lieben Frau von Champion

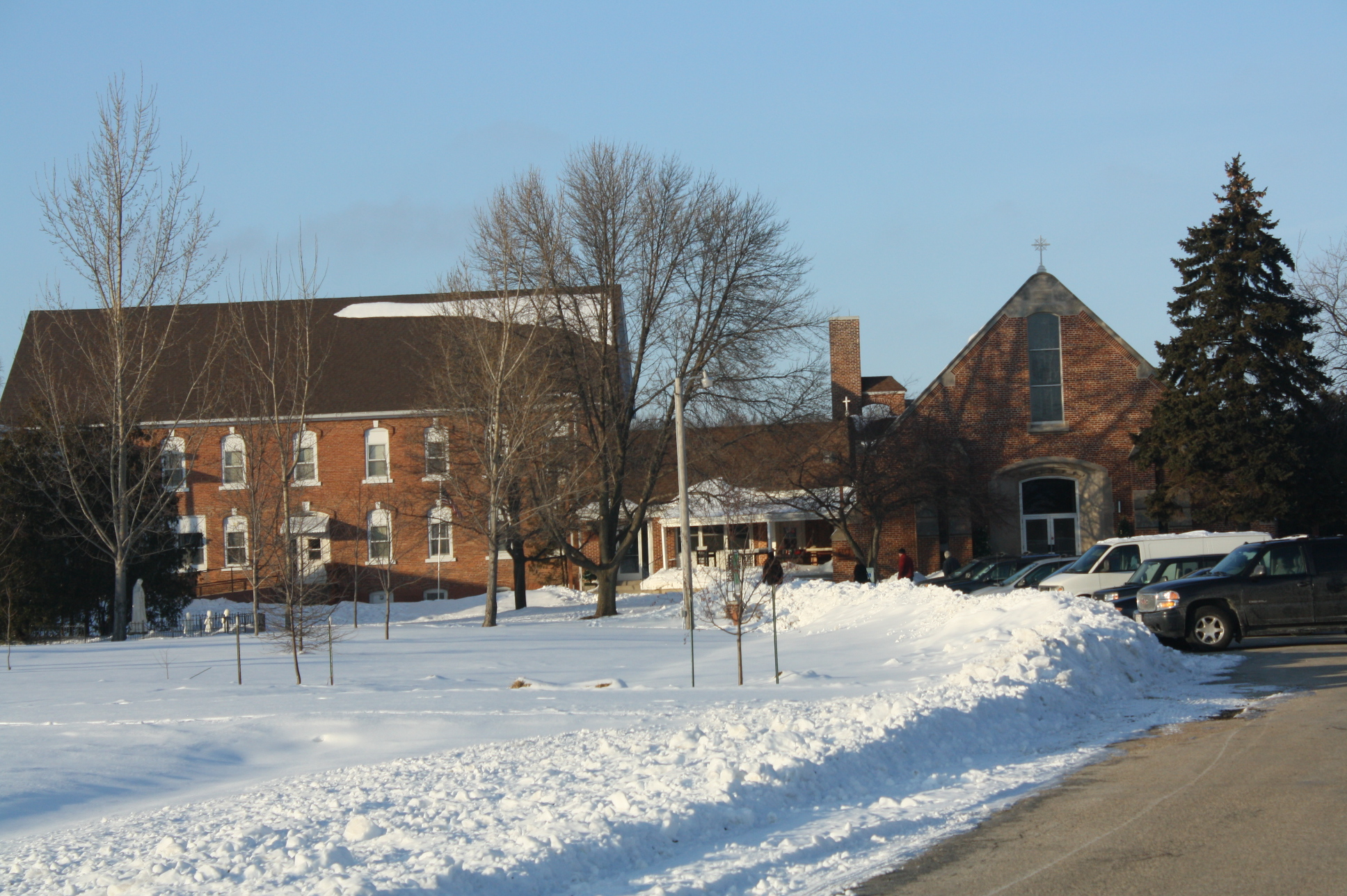
Der Wallfahrtsort und die dazugehörige Schule, 2010

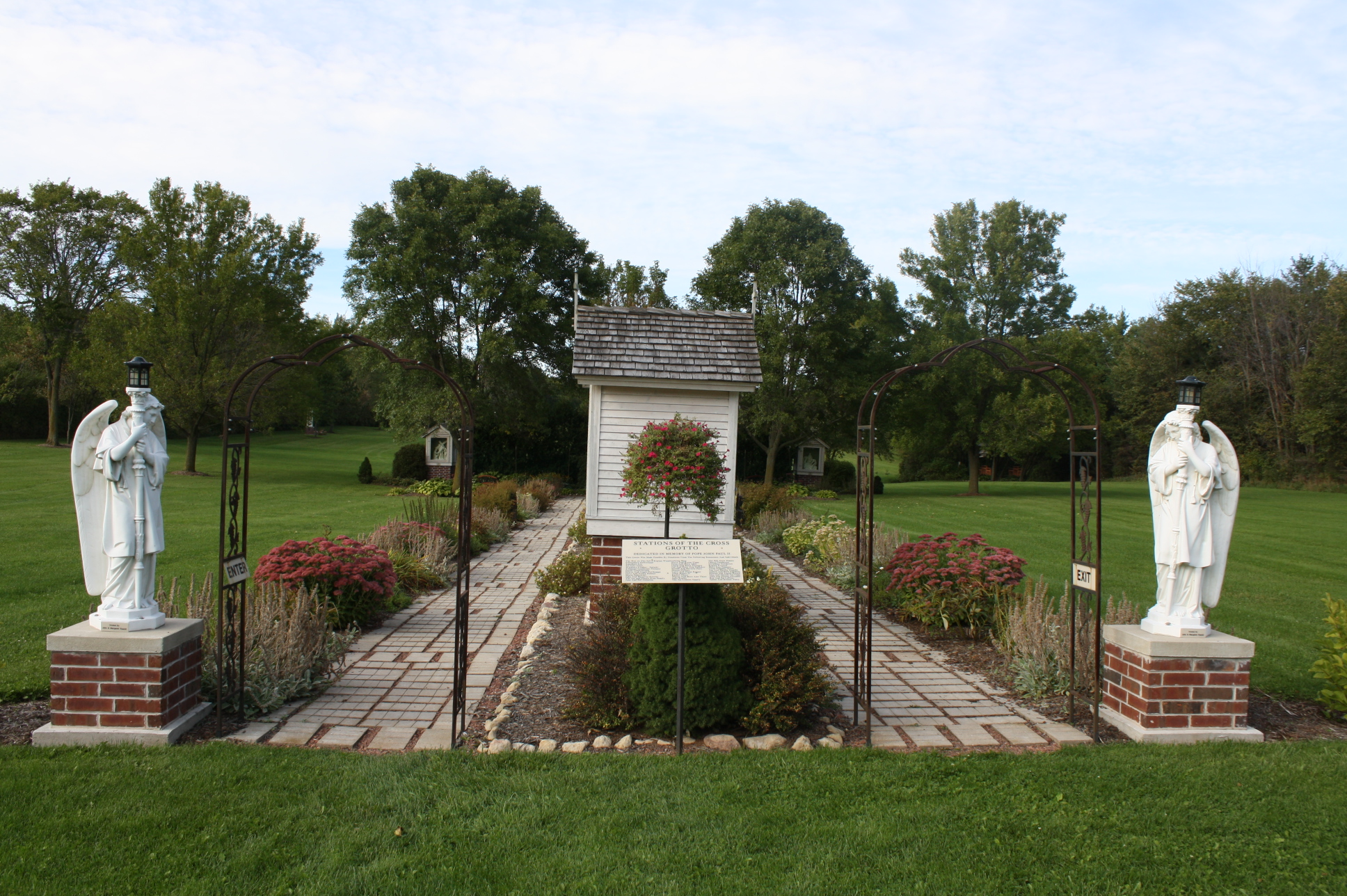
Kreuzwegstationen auf dem Gelände des Heiligtums

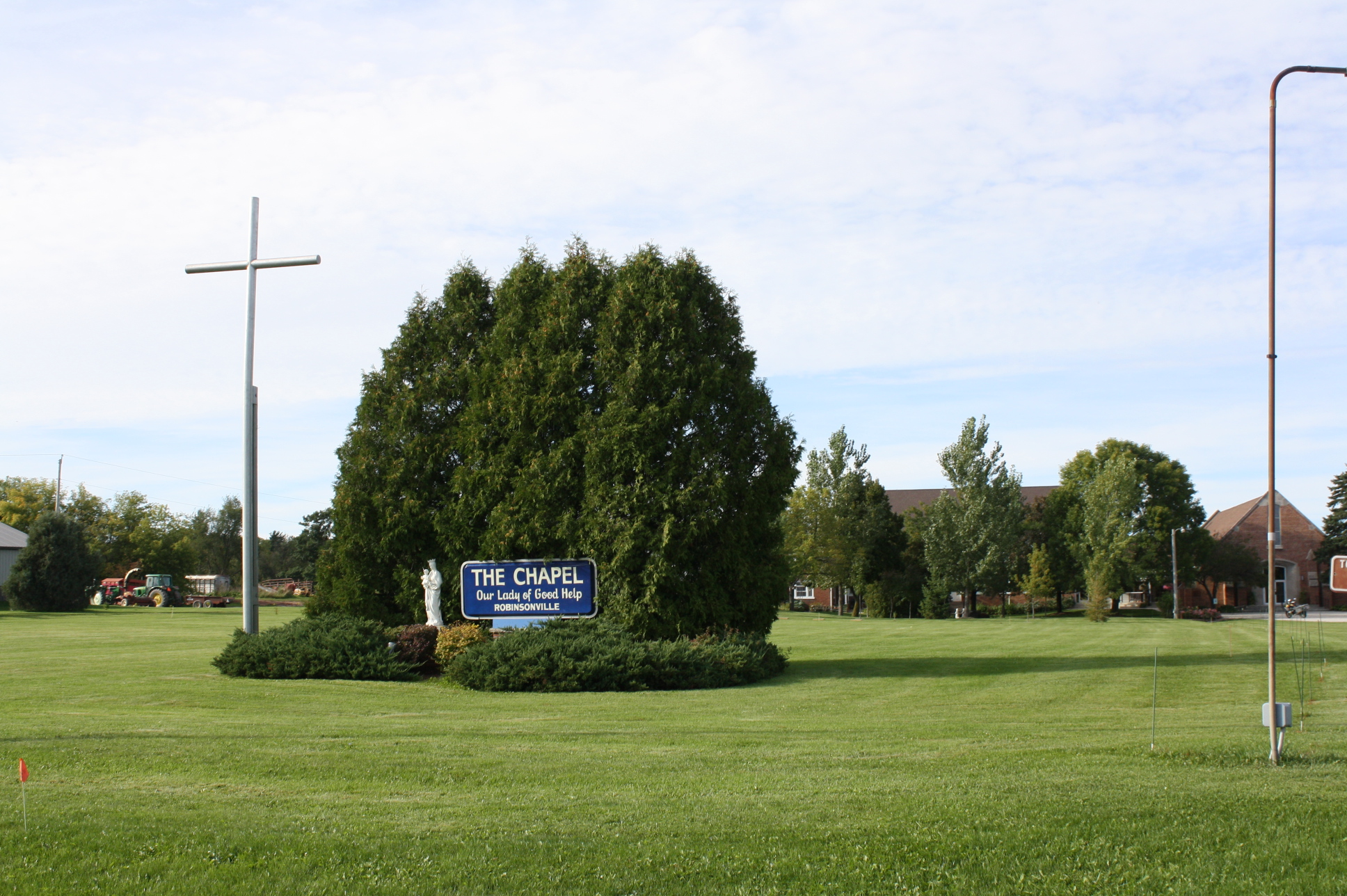
Schild am Eingang der Wallfahrtsstätte

Das Nationalheiligtum Unserer Lieben Frau von Champion (zuvor: Heiligtum Unserer Lieben Frau von der Guten Hilfe) ist ein katholischer Marienwallfahrtsort in dem US-amerikanischen Bistum Green Bay. Er liegt in der Gemeinde Champion, ca. 26 km nordöstlich von der Innenstadt von Green Bay. Die zugehörige Kapelle befindet sich an dem Ort, an dem einer jungen Frau, der belgischstämmigen Adele Brise, 1859 die Gottesmutter Maria erschienen sein soll.
Die Erscheinung wurde offiziell am 8. Dezember 2010 von Bischof David L. Ricken anerkannt und ist damit die erste von der römisch-katholischen Kirche anerkannte Marienerscheinung in den USA. Bischof Ricken ernannte außerdem die Kapelle zum Diözesanheiligtum und würdigte damit ihre lange Geschichte als Pilger- und Gebetsstätte.
Am 15. August 2016 erklärte die US-amerikanische Bischofskonferenz den Wallfahrtsort zum Nationalheiligtum. Er erhielt daraufhin den Titel „Nationalheiligtum Unserer Lieben Frau von der Guten Hilfe“ (engl. National Shrine of Our Lady of Good Help).
Am 20. April 2023 wurde der Name in „Nationalheiligtum Unserer Lieben Frau von Champion“ (engl. National Shrine of Our Lady of Champion) geändert.

## Geschichte der Marienerscheinungen von 1859
Adele Brise wurde 1831 in Belgien geboren. Zusammen mit ihren Eltern emigrierte sie 1855 nach Wisconsin in den USA. Anfang Oktober 1859 berichtete Adele, sie habe zwischen zwei Bäumen eine weißgekleidete Frau gesehen, umringt von einem hellen Licht. Ihre Kleidung war strahlend weiß, sie trug eine gelbe Schärpe um ihre Taille und über ihrem blondgelockten Haar befand sich eine Krone von Sternen. Brise flößte die Erscheinung Angst ein und sie betete, bis sie verschwand. Als sie ihren Eltern von ihrem Erlebnis berichtete, vermuteten diese, eine Arme Seele aus dem Fegefeuer benötigte möglicherweise Gebete.
Am darauffolgenden Sonntag, dem 8. Oktober 1859, sah Brise die Erscheinung zum zweiten Mal, auf ihrem Weg zur Heiligen Messe. Ihre Schwester und eine andere Frau (Marie Theresa VanderMissen, 1822–1898), die sie begleiteten, sahen hingegen nichts. Brise fragte den Gemeindepfarrer um Rat und er wies sie an, sollte sie die Erscheinung erneut sehen, sie zu fragen: „Im Namen Gottes, wer bist du und was wünschst du von mir?“
Auf dem Rückweg von der Heiligen Messe an diesem Tag sah sie die Erscheinung ein drittes Mal und stellte ihr diesmal die Frage, die der Priester ihr vorgegeben hatte. Die weißgekleidete Frau antwortete ihr: „Ich bin die Himmelskönigin, die für die Bekehrung der Sünder betet, und ich wünsche von dir, dass du dasselbe tust.“ Sie gab Brise außerdem den Auftrag, „die Kinder in diesem wilden Land zu sammeln und ihnen das beizubringen, was sie für ihr Heil wissen müssen.“
Brise, die zu diesem Zeitpunkt 28 Jahre alt war, widmete den Rest ihres Lebens der Erziehung von Kindern. Zu Beginn wanderte sie zu Fuß von Haus zu Haus; später eröffnete sie eine kleine Schule. Andere Frauen unterstützten ihre Arbeit und sie bildeten eine Schwesterngemeinschaft, die nach den Regeln des Dritten Franziskanerordens lebte, obwohl Brise nie öffentlich die Gelübde einer Nonne ablegte.
Sie starb am 5. Juli 1896.

## Kapelle

### Frühe Geschichte
Die ursprüngliche Kapelle war eine ungefähr 3 × 3,6 m große Holzkonstruktion, die Adeles Vater, Lambert Brise, an der Stelle der Marienerscheinung errichtet hatte. Nach einer Schenkung wurde 1861 eine größere Kapelle (7 × 12 m) erbaut. Die Kapelle trug die französische Inschrift „Notre Dame de bon Secours, priez pour nous“ [engl. Our Lady of Good Help, pray for us; dt. Unsere Liebe Frau von der guten Hilfe, bitte für uns], worauf der ursprüngliche Name der Wallfahrtsstätte zurückzuführen ist. Die Stätte wurde zu einem beliebten Pilgerort und die Kapelle war bald zu klein, um alle Pilger fassen zu können. Aus diesem Grund wurde 1880 eine größere Kapelle aus Stein gebaut und von Bischof Francis Xavier Krautbauer, dem zweiten Bischof der Diözese von Green Bay, geweiht. Eine Schule und ein Kloster kamen in den 1880er Jahren hinzu.

### Das Feuer von Peshtigo
Holzfirmen und Sägewerke waren seit Jahrzehnten in den Wäldern im Nordosten Wisconsins ansässig gewesen und hinterließen riesige Berge von Sägemehl und Ästen. In der Nacht des 8. Oktobers 1871 breitete sich ein Feuersturm in der Nähe der Stadt Peshtigo aus, der sich durch die Wälder und Ortschaften fraß. Da sie sich nicht vor den Flammen retten konnten, starben fast 2000 Menschen in diesem Inferno. Als das Feuer auch die Kapelle bedrohte, weigerte sich Adele Brise, den Ort zu verlassen; stattdessen organisierte sie eine Prozession, um die Jungfrau Maria um ihren Schutz anzuflehen. Die Umgebung wurde vom Feuer zerstört, aber die Kapelle und die dazugehörigen Stätten sowie alle Menschen, die dort Zuflucht gesucht hatten, überlebten unversehrt. Der Großbrand verwüstete ungefähr 4,900 km² Fläche und war der tödlichste verzeichnete Flächenbrand in der Geschichte Nordamerikas.

### Seit den 1940er Jahren
Das heutige Gebäude stammt aus dem Jahre 1942 und wurde mit der Unterstützung von Bischof Paul Peter Rhode errichtet und durch ihn im Juli 1942 geweiht. Es wurde im Tudorstil errichtet und fasst knapp 300 Personen, in der oberen Erscheinungskapelle und dem kleineren Gebetsraum im unteren Teil. Dort findet sich auch eine Sammlung von Krücken, die Beter aus Dankbarkeit hinterlassen haben. Auf dem Außengelände sind Rosenkranzstationen und ein Kreuzweg angelegt.
Die größten jährlichen Feierlichkeiten finden am Hochfest Mariä Aufnahme in den Himmel am 15. August statt. Dann wird eine Freiluftmesse zelebriert und eine Prozession über das Gelände abgehalten.
Das Heiligtum Unserer Lieben Frau von Champion genoss durch die offizielle Anerkennung der Erscheinungen, die nach einem zweijährigen Untersuchungszeitraum durch Bischof David Ricken am 8. Dezember 2010 verlautbart wurde, erhöhte nationale Aufmerksamkeit. Hierbei handelt es sich um die erste und einzige anerkannte Marienerscheinung in den USA.
Bischof Ricken verwies darauf, dass seine Vorgänger das Heiligtum bereits implizit gebilligt hatten, da dort bereits seit Jahren Gottesdienste gefeiert worden waren.
Am 15. August 2016 verlieh die US-amerikanische Bischofskonferenz dem Ort den Titel eines Nationalheiligtums. Aus diesem Grund erhielt die Wallfahrtsstätte die Bezeichnung „Nationalheiligtum Unserer Lieben Frau von der Guten Hilfe“ (engl. The National Shrine of Our Lady of Good Help).
Am 20. April 2023 wurde der Name in „Nationalheiligtum unserer Lieben Frau von Champion“ (engl. The National Shrine of Our Lady of Champion) geändert.